# Аэросервис
ООО «Аэросервис» — российская региональная авиакомпания, региональный перевозчик в Забайкальском крае. Основные виды деятельности — перевозка пассажиров, санитарная авиация, выполнение аэросъёмочных работ. Базовый аэропорт — Международный аэропорт Чита (Кадала), расположенный в 18 км от центра Читы.

## О компании
OОО «Аэросервис» создано в 2010 году. В ноябре 2011 года ООО «Аэросервис» был приобретен самолёт Cessna Т182Т. Самолёт используется для проведения мониторинга лесных пожаров, аэровизуального обследования различных объектов.
26 июля 2013 года совместно с авиакомпанией «ПАНХ» (г. Улан-Удэ) выполнили первый технический рейс по маршруту Чита—Краснокаменск—Чита на ВС Cessna Grand Caravan.
28 июня 2014 года выполнен первый собственный рейс авиакомпании «Аэросервис» на ВС типа L-410 в Краснокаменск.
11 сентября 2014 года самолёт L-410 впервые произвёл посадку в с. Газимурский Завод для проверки ВПП.
17 октября 2014 год получен сертификат эксплуатанта, дающий право на пассажирские и грузовые перевозки.
7 ноября 2014 года поступил во флот авиакомпании второй самолёт типа L-410.
С 19 мая 2015 года открыт рейс по маршруту Чита — Красный Чикой — Чита.
С 5 июля 2016 года открыт рейс по маршруту Иркутск — Кодинск — Иркутск.
В мае 2018 года компания приобрела через «ВЭБ-лизинг» 12-местный самолёт ТВС-2МС.
В октябре 2019 года компания была приобретена другим региональным перевозчиком — авиакомпанией «СиЛА». Возглавил «Аэросервис» генеральный директор «СиЛА» Богданов А.А.

## Маршрутная сеть
На L-410:
- Краснокаменск
- Газимурский Завод
- Красный Чикой
- Чара
- Иркутск
- Кодинск

На Ан-2:
- Усугли
- Тунгокочен
- Усть-Каренга
- Красный Яр
- Юмурчен
- Менза
- Кыра

Планируемые маршруты:
- Нерчинский завод
- Балей
- Могоча
- Средний Калар
- Тупик

## Флот
По состоянию на февраль 2022 года размер флота ООО «Аэросервис» составляет 8 самолётов:

## Авиационные происшествия
12 сентября 2021 года в 23:15 по местному времени самолёт L-410 совершил жёсткую посадку в 4 км от села Казачинское. Погибло 4 человека, 12 было ранено.

## Примечание
1. ↑  Яна Легун; Дмитрий Денисов.: . На помощь забайкальским пожарным из Твери прибыл американский самолет. ВГТРК Россия 1 - Чита (28 марта 2012). Дата обращения: 13 ноября 2014. Архивировано 8 ноября 2014 года.
2. 1 2  Новый самолёт забайкальской авиакомпании «Аэросервис» прибудет в Читу в ноябре. Чита.ru - Городской портал (25 октября 2014). Дата обращения: 8 ноября 2014. Архивировано 25 октября 2014 года.
3. ↑  Из Читы в свой первый рейс отправился L-410 с рисунком багульника на борту. Новости. Забmedia.ru (28 июня 2014). Дата обращения: 8 ноября 2014. Архивировано 8 ноября 2014 года.
4. ↑  В Забайкальском крае испытывают новые авиамаршруты в отдалённые районы края (недоступная ссылка — история). Забайкальский край — Официальный портал — Правительство Забайкальского края (12 сентября 2014). Дата обращения: 8 ноября 2014.
5. ↑  Первый за 20 лет самолёт приземлился в Газимурском Заводе,  проверив посадочную полосу. Чита.ru — Городской портал (12 сентября 2014). Дата обращения: 13 ноября 2014. Архивировано 8 ноября 2014 года.
6. ↑  Забайкальская авиакомпания получила лицензию на полёты по всей России. Чита.ru - Городской портал (7 ноября 2014). Дата обращения: 13 ноября 2014. Архивировано 8 ноября 2014 года.
7. ↑  Шеметов: Авиарейс в Газимурский Завод будет востребован. Чита.ru - Городской портал (7 ноября 2014). Дата обращения: 13 ноября 2014. Архивировано 8 ноября 2014 года.
8. ↑  Забайкальская авиакомпания «Аэросервис» получила самолёт ТВС-2МС. Дата обращения: 14 мая 2018. Архивировано 14 мая 2018 года.
9. ↑  Герман Костринский. Местная авиация крупнеет на субсидиях. Совладельцы «ИрАэро» вложились в региональные перевозки. Коммерсантъ (15 октября 2019). — Газета "Коммерсантъ" №188 от 15.10.2019, стр. 8. Дата обращения: 18 января 2021. Архивировано 27 января 2021 года.
10. ↑  Реестр сертификатов эксплуатантов. favt.gov.ru. Дата обращения: 10 июля 2021. Архивировано 8 июля 2021 года.
11. ↑  Harro Ranter. ASN Aircraft accident Let L-410UVP-E20 RA-67042 Kazachinskoye Airport. aviation-safety.net. Дата обращения: 14 сентября 2021. Архивировано 14 сентября 2021 года.